# Rainer Salzgeber
Rainer Salzgeber (Bludenz, 26 de abril de 1967) es un deportista austríaco que compitió en esquí alpino. Su esposa, Anita Wachter, compitió en el mismo deporte.
Ganó una medalla de plata en el Campeonato Mundial de Esquí Alpino de 1993, en la prueba de eslalon gigante. 
Participó en dos Juegos Olímpicos de Invierno, ocupando el septimo lugar en Albertville 1992 y el quinto en Lillehammer 1994, en la prueba de eslalon gigante.
En 1999 recibió la Condecoración de Plata de la Orden al Mérito de la República de Austria.

## Palmarés internacional
| Campeonato Mundial | Campeonato Mundial | Campeonato Mundial | Campeonato Mundial |
| Año                | Lugar              | Medalla            | Prueba             |
| ------------------ | ------------------ | ------------------ | ------------------ |
| 1993               | Morioka (Japón)    | Medalla de plata   | Eslalon gigante    |